# 瓦普島
瓦普島（Ua Pou）是法屬波利尼西亞的島嶼，屬於馬克薩斯群島的一部分，位於努庫希瓦島以南50公里的太平洋海域，由同名市镇管辖，長28公里、寬25公里，面積105平方公里，最高點海拔高度1,232米，2007年人口2,157。